# 朱榮𤄷
崇陽端隱王朱榮𤄷（1468年—1506年），明朝楚藩宗室，崇陽端懿王朱均鐓的庶第二子。

## 生平
成化十八年（1482年），獲賜名榮𤄷。朱榮𤄷初封鎮國將軍。弘治六年（1493年），改封崇陽長子。正德元年（1506年），朱榮𤄷去世，享年三十九歲。嘉靖元年（1522年），朱榮𤄷之子朱顯休襲封崇陽王，朝廷追封朱榮𤄷為崇陽王，諡號端隱。

## 家庭

### 妻
- 周氏，冊為崇陽長子夫人[5]

### 妾
- 郑氏，嘉靖八年（1529年）冊為崇陽端隱王夫人，生朱顯休[6]

### 子
- 庶長子：崇陽王朱顯休